# 鐘形干臍菇
鐘型甘臍菇（學名：Xeromphalina campanella），俗稱金色小號（golden trumpet）、鐘形亚脐菇（bell Omphalina）或模糊的腳（fuzzy-foot），是一種擔子菌門真菌，隸屬於干臍菇屬。這種真菌分布於北半球，屬口蘑科一種，色通常為橘黃色。另外，該種野菇也是木棲腐生的小型菇類，雖可食用，但是體積小，沒有食用價值。

## 分類
鐘型甘臍菇最早是由瑞典植物學家卡尔·林奈於1753年描述的，其學名為脆弱傘菌（Agaricus fragilis）。後來，德國博物學家奥古斯特·巴奇於1783年將學名改為鐘形傘菌（Agaricus campanella）。最終，法國真菌學家勒內·邁爾於1953年將其學名改為現名。其學名中的源自拉丁文詞彙，意思是「鐘形」，指的是其菌蓋的外形。

## 描述
鐘形干臍菇的菌蓋直徑為0.3–3厘米，呈橙茶赭色或肉桂色，且表面光滑。其菌蓋呈凸面狀，但是隨著年齡增加會變成漏斗狀。其之菌褶之間的間距很大，呈淺黃色或橙色，且子實層是自基部沿蕈柄向下生長的。其菌柄高1–5厘米，厚0.05–0.3厘米，頂端呈黃色，底部呈紅褐色，表面光滑，且底部有密集的黃褐色毛。其孢子印呈淺黃色，而擔孢子的大小則為5–10 x 3–4微米。其菌肉較薄，且有著苦澀的味道。

### 類似物種
长叶干臍菇（Xeromphalina kauffmanii）與鐘形干臍菇相似，但在腐爛的闊葉樹木上生長。褐干臍菇（Xeromphalina brunneola）也與鐘形干臍菇相似，但其氣味、味道和菌蓋顏色均與鐘形干臍菇相異。

## 分佈及生境
鐘形干臍菇經常在腐爛的木頭、樹樁和針葉樹木質殘骸上出現，並且會以一大群的形式出現，數以百計。有時候，這種真菌甚至會幾乎完全覆蓋一個老樹樁。這種真菌主要在北美洲、歐洲和亞洲出現。這種真菌會在一年中任何潮濕季節中出現。

## 可食性
雖然鐘形干臍菇並沒有毒，但是，其體積細小，且味道略苦，所以並無食用價值。美國真菌學家大衛·阿羅拉更認為這種真菌並不可供食用。儘管許多學者這種真菌不可食用，但作者比尔·拉塞尔卻知道有人經常吃這種真菌。